# Сесерлигский сумон
Сесерлигский сумон, Сумон Сесерлиг — административно-территориальная единица (сумон) и муниципальное образование со статусом сельского поселения в Пий-Хемском кожууне Тывы Российской Федерации.
Административный центр и единственный населённый пункт сумона — село Сесерлиг.

### Географическое положение
Сумон расположен в Тувинской котловине.

## Население
| 2017 | 2018 |
| ---- | ---- |
| 761  | ↗763 |